# 7.62×25mm Tokarev
Đạn 7.62×25mm Tokarev (được gọi là 7.62 × 25 Tokarev bởi C.I.P) là một loại đạn súng ngắn không rãnh của Nga được sử dụng rộng rãi tại Liên Xô cũ, Trung Quốc, Pakistan và các nước khác. Đến nay loại đạn này đã được thay thế bởi đạn 9×18mm Makarov trong quân đội Nga.

## Lịch sử
Trước Thế chiến thứ nhất, khẩu súng ngắn Mauser C96 sử dụng cỡ đạn 7,63x25mm Mauser rất được ưa chuộng trên thế giới. Năm 1908, quân đội Sa hoàng đưa C96 vào danh sách những khẩu súng ngắn mà các sĩ quan có thể mua bằng tiền riêng thay vì phải mang khẩu ổ xoay Nagant M1895. Giữa năm 1914 và 1917, có rất nhiều những khẩu Mauser kèm theo đạn bị tịch thu từ quân Đức và quân Thổ Nhĩ Kỳ. Khẩu Mauser và đạn của nó được sử dụng rộng rãi trong Nội chiến Nga và trong những năm 1920, thời kỳ hợp tác chặt chẽ của Nga Xô viết và Cộng hòa Weimar, Hồng Quân đã mua các lô phiên bản nhỏ hơn của khẩu C96 cũng như đạn dược để trang bị cho sĩ quan mặc dù một phiên bản sao chép của loại đạn này đã được sản xuất bởi nhà máy đạn Podolsky. Sau đó Liên Xô đã mua cả giấy phép và dây chuyền sản xuất từ công ty DWM của Đức để sản xuất loại đạn này.
Năm 1929, Bộ tư lệnh Pháo binh Xô viết đã đề nghị phát triển một loại súng lục riêng cho loại đạn Mauser. Sau khi hoàn tất nghiên cứu phát triển, súng lục Model 1930 7.62mm ra đời, về cơ bản, loại đạn Mauser với một số thay đổi nhỏ đã trở thành loại đạn tiêu chuẩn cho các dòng súng ngắn và tiểu liên Sô viết. Các phiên bản đầu của khẩu PPD-40 được thiết kế dựa vào loại đạn Mauser 7.62mm này.
Mặc dù loại đạn Mauser mới này có thể được sử dụng trong tất cả các mẫu súng sử dụng đạn Mauser cũ, tuy nhiên mẫu đạn mới sử dụng thuốc súng Tokarev mạnh hơn rất nhiều. Do đó, trong khi đạn Mauser cũ có thể sử dụng an toàn trên tất cả các mẫu súng thì đạn mới đòi hỏi những khẩu súng phải được thiết kế để có thể chịu được áp suất cao hơn.

## Mô tả
Thông số cỡ đạn 7.62×25mm
Đạn 7,62x25mm Tokarev là loại đạn chày đầu tròn, có tổng chiều dài 35 mm, trong đó, chiều dài vỏ đạn 25,10 mm. Vỏ đạn có đường kính 9,96 mm ở phần chính và 8,45 mm ở phần vai đạn, nơi tiếp giáp với đầu đạn. Đầu đạn có đường kính 7,81 mm (đạn vỏ đồng của Tiệp Khắc) và 7,87 mm (đạn vỏ sắt mạ đồng của Liên Xô (cũ). Toàn bộ viên đạn nặng 10,5 đến 10,8 gam, trong đó, đầu đạn nặng từ 5,49 đến 5,52 gam, hạt nổ nặng 0,52 g. Khối lượng thuốc đạn không khói trong viên đạn phát ra lực đẩy 650 J, tạo cho đầu đạn sơ tốc tối đa là 480 m/s sau hàng trình trong nòng súng dài 116 mm.
Đạn 7.62×25mm Tokarev có vỏ đạn với dung tích 1.09 ml  (16.8 gren H2O)

## Thiết kế

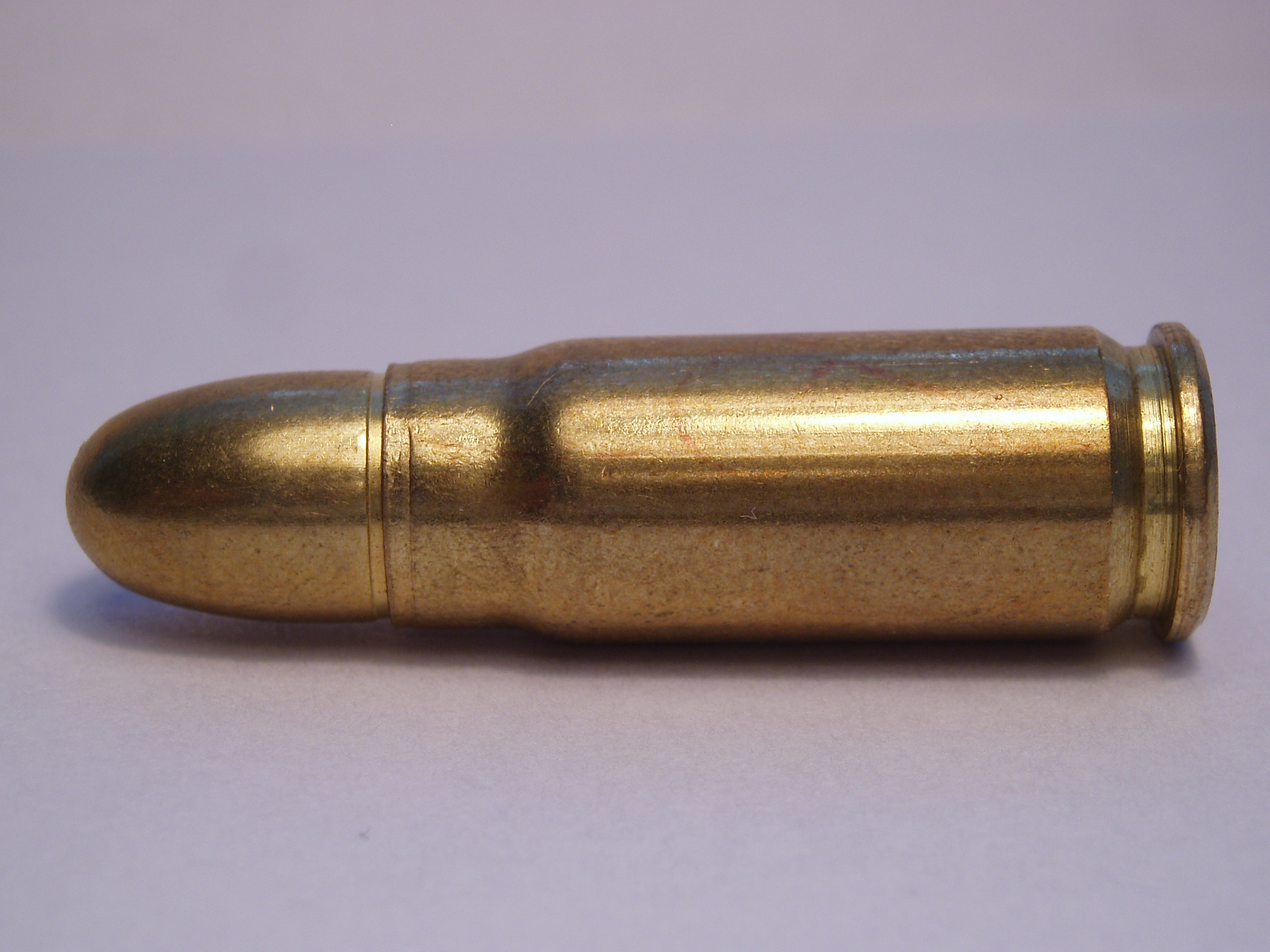
Đạn 7.62x25mm Tokarev của Sellier & Bellot

Loại đạn này là một một nâng cấp mạnh hơn của loại 7.63×25mm Mauser. Người Nga sản xuất rộng rãi loại băng đạn dành cho nó khi sử dụng với các loại súng tiểu liên. Có 3 loại đầu đạn bao gồm đầu đạn xuyên giáp, đầu đạn vạch đường và đầu đạn cháy. Loại đạn này có khả năng xuyên rất tốt và có thể dễ dàng xuyên thủng áo chống đạn (NIJ cấp I và IIA) cũng như một số loại mũ kevlar, chẳng hạn như mũ bảo hộ PASGT của Hoa Kỳ. Khi được bắn ra từ nòng carbine, viên đạn có thể xuyên được giáp NIJ cấp II và chỉ bị cản lại bởi cấp IIIA. Mặc dù hầu hết vũ khí sử dụng cỡ đạn này được cho là đã lỗi thời và không còn được sử dụng trong quân đội, tuy nhiên các lực lượng cảnh sát và lực lượng đặc biệt ở Nga, Pakistan và (đa số) ở Trung Quốc vẫn sử dụng nó bởi vì số lượng đạn còn tồn trong kho rất nhiều.
Có một quan niệm sai lầm phổ biến rằng số đạn 7.62 Tokarev thừa ở Hoa Kỳ sử dụng đầu đạn thép mạ đồng, và điều nguy hiểm là đạn sẽ bị bật lại khi bắn vào mục tiêu cứng và làm hư hại các bia bắn. Thực tế, đạn lõi thép 7.62×25 có sẵn khắp nơi trên thế giới, và ở Mĩ, việc nhập đạn 7.62×25 thép mạ đồng là bất hợp pháp vì luật pháp cho rằng đây là đạn súng ngắn xuyên giáp. Loại đạn cũng được gọi là đạn thép được bán ở Mĩ thực chất là đạn lõi chì có vỏ là thép mạ đồng và những viên đạn này không gây nên hiện tượng bật lại như người ta vẫn đồn đại.
Vỏ đạn có thể nạp lại được có thể được sản xuất bằng việc sửa đổi và cắt đạn đồng thau 9mm Winchester Magnum, hoặc thay thế bằng việc chỉnh sửa đạn 5.56×45mm NATO. Năm 2018, đạn 7.62×25 được nhập khẩu rộng rãi từ Romania, Cộng hòa Séc, Bulgaria, Serbia và Nga.

## Hiệu năng
Loại đạn này có vận tốc đầu nòng từ 1300 đến 1400 fps. Vận tốc đầu nòng trung bình là 442 m/s với khoảng 544 jun năng lượng. Điều này phụ thuộc vào việc đạn được sản xuất ở các quốc gia khác nhau cho ra các kết quả khác nhau. Một số mẫu được sản xuất gần đây cho kết quả vận tốc đầu nòng là 480 m/s. Đạn của hãng Wolf Gold FMJ đứng đầu với kết quả 520 m/s. Một số loại đạn này, chẳng hạn như đạn của Wolf Gold và Sellier & Bellot, sử dụng vỏ đạn đồng lót sơn có thể tái sử dụng.

## Các biến thể

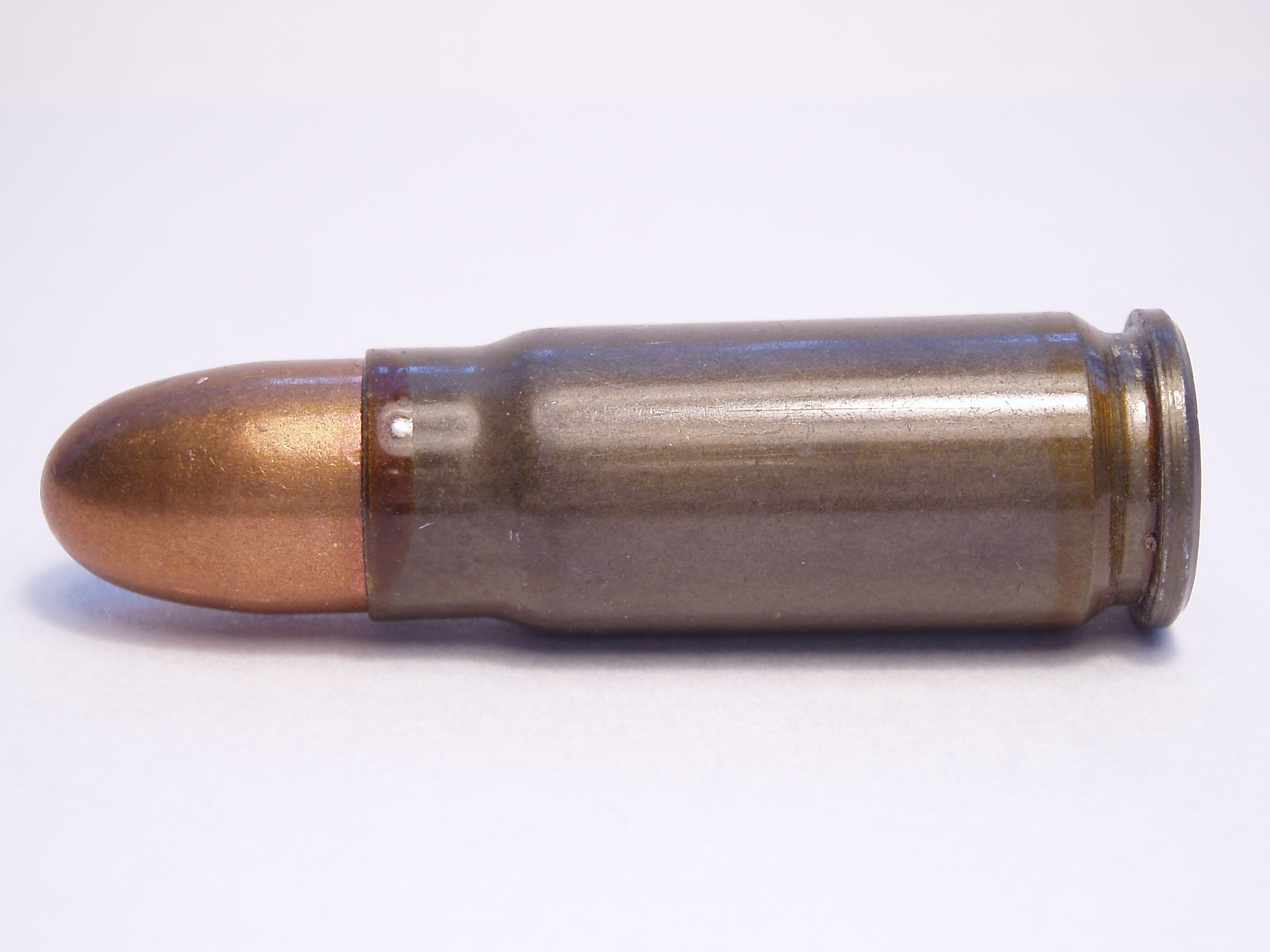
Đạn 7,62x25mm Tokarev

Đạn 7,62x25mm Tokarev có nhiều chủng loại: đạn xuyên, đạn cháy, đạn vạch đường. Có bốn hạng đạn đã được sản xuất và sử dụng:
- Đạn 7,62x25mm Tokarev tiêu chuẩn có vỏ bằng đồng thau. Hiện nay, chỉ còn Cộng hòa Séc sản xuất đạn này. Đạn được đóng thành hộp 50 viên/hộp. Thời hạn xuống cấp là 10 năm với điều kiện bảo quản trong hòm đã hút chân không.
- Đạn 7,62x25mm Tokarev tiêu chuẩn có vỏ bằng sắt mạ đồng đỏ do Liên Xô, Trung Quốc và một số nước xã hội chủ nghĩa cũ sản xuất. Đạn được đóng thành hộp 70 viên/hộp. Thời hạn xuống cấp là 7 năm với điều kiện bảo quản trong hòm đã hút chân không.
- Đạn 7,62x25mm Tokarev tiêu chuẩn vỏ sắt sơn chống gỉ màu xám do Việt Nam sản xuất. Đạn được đóng thành hộp 16 viên/hộp. Thời hạn xuống cấp là 5 năm với điều kiện bảo quản trong hòm đã hút chân không.
- Đạn phục hồi phẩm cấp phi tiêu chuẩn do Việt Nam thực hiện. Đạn này gồm tất cả các loại đạn đã xuống cấp, được phơi sấy lại và sơn lại vỏ đạn, tra nạp hạt nổ mới. Thời hạn xuống cấp là 3 năm nếu bảo quản trong điều kiện bảo quản tiêu chuẩn và 6 tháng khi đã mở hộp chân không.

Phiên bản P-41 của Xô viết sử dụng lõi thép, loại đầu đạn cháy được sản xuất cho khẩu PPSh-41 và PPS-43 trong Thế chiến thứ hai. Đạn này có gia tốc đầu nòng là 488 m/s khi được bắn ra từ các khẩu súng này.
Phiên bản Type P của Trung Quốc là một phiên bản cận âm đặc biệt. Nó nặng, có đầu đạn nhọn, được thiết kế đặc biệt để sử dụng với vũ khí gắn giảm thanh. Phiên bản sản xuất tiêu chuẩn được gọi là Type 51.

## Các loại vũ khí sử dụng đạn này

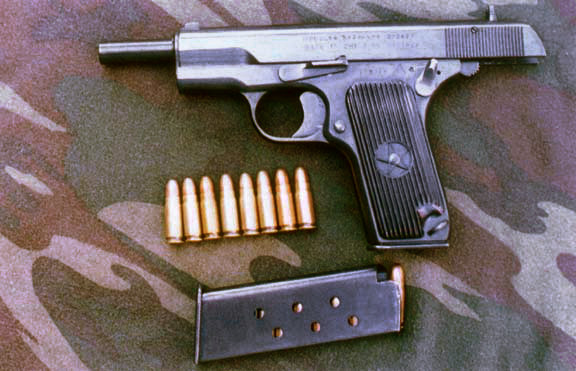
Phiên bản Trung Quốc sao chép từ khẩu TT-33, được gọi là Type 54 và sử dụng đạn 7.62×25mm

Khẩu súng phù hợp nhất với mẫu đạn này là khẩu súng ngắn Tokarev TT-33, đã từng là mẫu súng ngắn tiêu chuẩn của khối Xô viết từ đầu những năm 1930 đến giữa những năm 1960. Nó cũng được sử dụng cho khẩu ČZ vz. 52 của Séc - mẫu súng ngắn tiêu chuẩn được sử dụng từ năm 1952 đến năm 1982. Ngoài ra, mẫu đạn này còn được sử dụng cho rất nhiều các loại súng tiểu liên như khẩu PPD-40, PPSh-41 và PPS-43 của Liên Xô, khẩu PP-19 Bizon của Nga, WG66 của Đông Đức, khẩu Sa 24 và Sa 26 của Cộng hòa Séc.
Một trong những vũ khí kỳ lạ nhất sử dụng mẫu đạn này là khẩu súng máy hạng nhẹ LAD (nặng 5.6 kg dài 960 mm), được phát triển bởi V.F. Lyuty, N.M. Afanasyev và V.S. Daykin vào các năm 1942-1943. Chỉ có hai khẩu được chế tạo và không được chấp nhận vào biên chế.
Ngoài các nước trong CMEA/SEV, nó không phổ biến cho lắm; tuy nhiên sau Chiến tranh Lạnh, rất nhiều vũ khí, đặc biệt là súng ngắn, được xuất khẩu và đạn vẫn được sản xuất. Mẫu đạn này vẫn được sử dụng cho khẩu OTs-27 Berdysh  và tiểu liên OTs-39 của Nga, khẩu K-50M và MAT-49 của Việt Nam Dân chủ Cộng hòa hay khẩu M49 và M56 của Nam Tư. 

## Hình ảnh

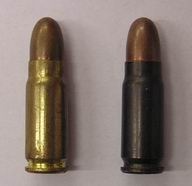
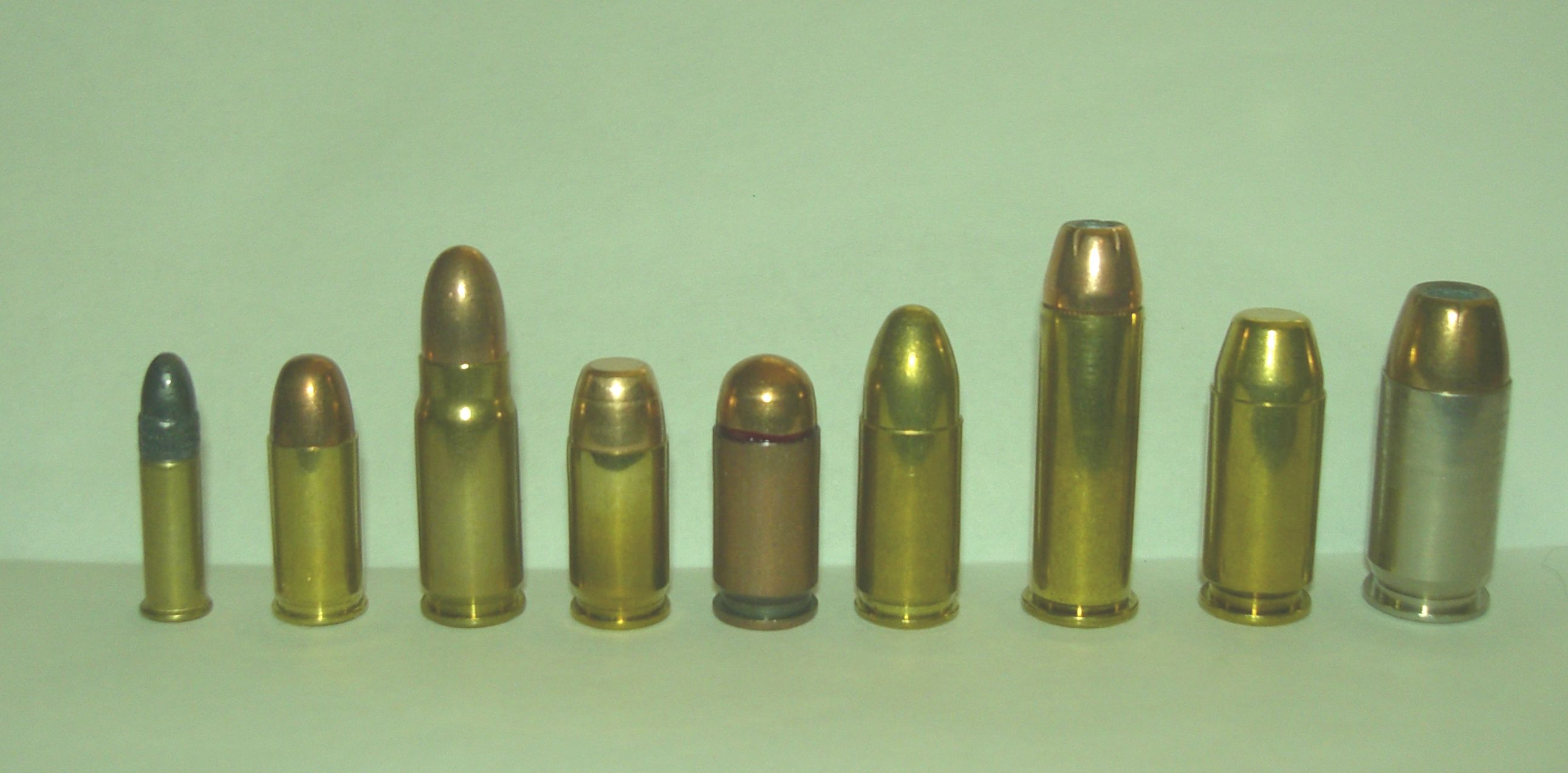
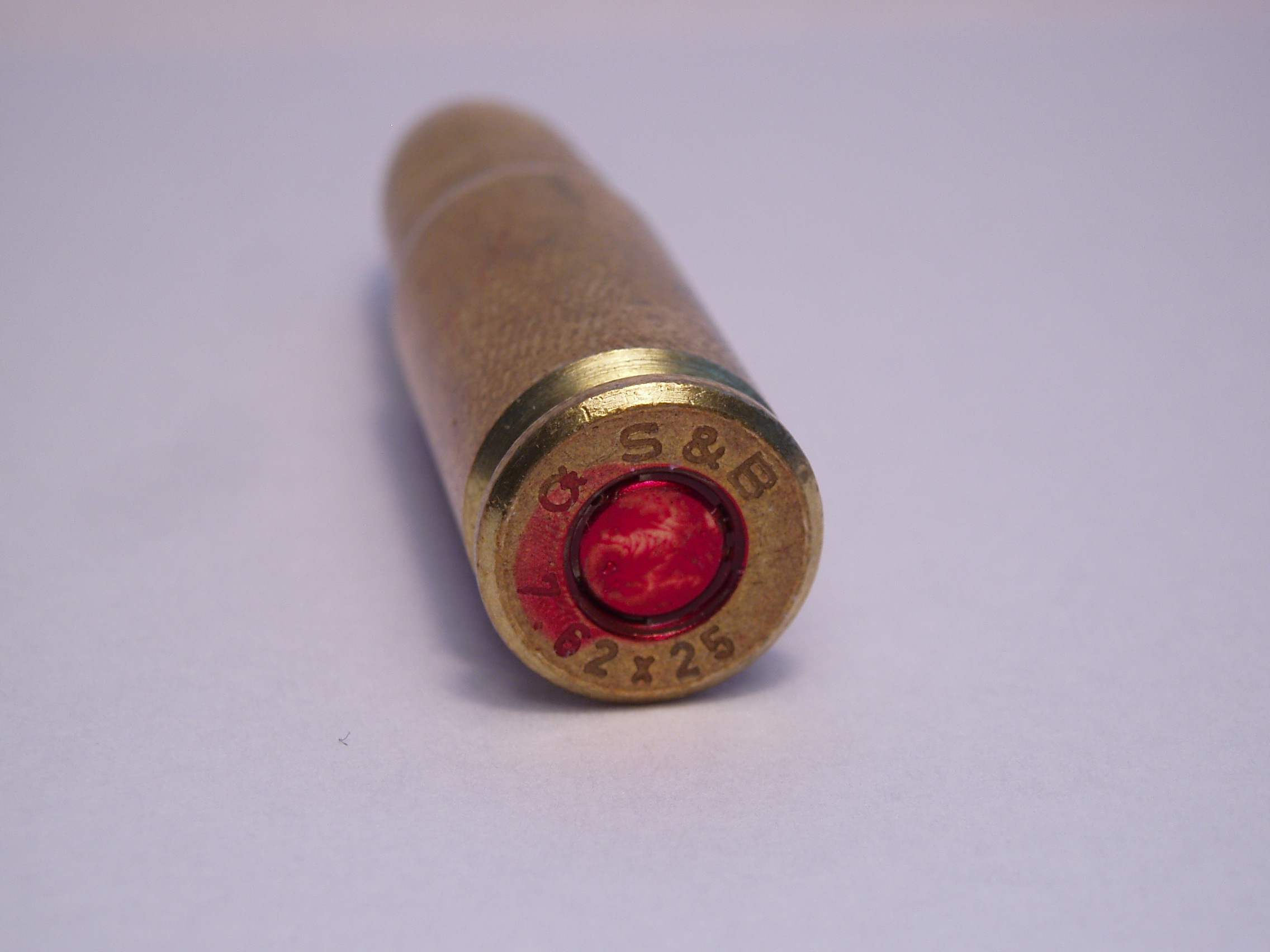

## Các tên gọi
- 7.62mm Type P
- 7.62mm Type 51
- 7.62mm Tokarev
- 7.62×25mm TT
- .30 Tokarev
- Czech M48
- 7.62 TT
- Norinco DA P762
- 30 Bore - Pakistan Ordnance Factory (dùng cho cả 7.63mm Mauser và 7.62mm Tokarev)